# Блане
Блане (фр. Blannay) насеље је и општина у источном делу централне Француске у региону Бургоња, у департману Јон која припада префектури Авалон.
По подацима из 2011. године у општини је живело 131 становника, а густина насељености је износила 18,04 становника/km². Општина се простире на површини од 7,26 km². Налази се на средњој надморској висини од 138 метара (максималној 306 m, а минималној 132 m).

## Демографија
| 1962. | 1968. | 1975. | 1982. | 1990. | 1999. | 2011. |
| ----- | ----- | ----- | ----- | ----- | ----- | ----- |
| 94    | 119   | 100   | 100   | 107   | 138   | 131   |

График промене броја становника у току последњих година